# 1998年カタール・エクソンモービル・オープン
1998年カタール・エクソンモービル・オープン (1998 Qatar ExxonMobil Open)は、1998年1月5日から1月12日にかけてカタール・ドーハのハリファ国際テニス競技場 にて開催されたATPツアーインターナショナル・シリーズ大会である。

## 優勝

### 男子シングルス
ペトル・コルダ def.  ファブリス・サントロ, 6–0, 6–3
- コルダがシーズン1度目、ツアー通算9度目のシングルスタイトルを獲得した。

### 男子ダブルス
マヘシュ・ブパシ /  リーンダー・パエス def.  オリビエ・ドレートル /  ファブリス・サントロ, 6–4, 3–6, 6–4
- ブパシがシーズン1度目、ツアー通算7度目のダブルスタイトルを、 パエスがシーズン1度目、ツアー通算7度目のダブルスタイトルを獲得した。